# ロレアル-ユネスコ女性科学者 日本奨励賞
ロレアル-ユネスコ女性科学者 日本奨励賞（ロレアル-ユネスコじょせいかがくしゃ にほんしょうれいしょう）は、第一線で活躍しようとする若手女性科学者を奨励する賞である。（民間による奨学金制度）
将来を担う若手女性研究者が研究を継続できるよう奨励する目的で、化粧品メーカーの日本ロレアルにより、日本ユネスコの協力のもと2005年11月に創設された。
この賞は、パリに本部をおくロレアルグループとユネスコ本部が1998年より毎年世界規模で展開している共同プロジェクト「ロレアル-ユネスコ女性科学賞(fr)」の国内賞にあたる。
受賞資格は、国内で物質科学や生命科学を研究する、大学院博士課程に在籍または進学予定の40歳未満の女性が対象となる。留学生は対象外。
受賞者の発表は9月。生命科学、物質科学の分野からそれぞれ毎年2名程度、計4名程度を選考し、受賞者にはそれぞれ賞状と奨学金100万円が贈られる。

## 歴代受賞者
氏名、所属、専門と研究題目。所属と専門は応募時。

### 第1回 (2006年)
- 物質科学分野
  - 高峰愛子 - 東京大学大学院総合文化研究科 広域科学専攻。原子核物理・原子物理。
「高周波イオンガイドの開発―不安定原子核の陽子・中性子分布測定に向けて」
- 生命科学分野
  - 佐々木真理 - 総合研究大学院大学生命科学研究科 生理科学専攻。膜電位感受性タンパク質、イオンチャネル。
「新規膜電位感受タンパク質VSOPの生理機能の解明」
  - 野中美応 -京都大学大学院理学研究科 生物科学専攻。神経科学。
「神経のシナプスの成熟を調節するメカニズムの解明」

### 第2回 (2007年)
- 物質科学分野
  - 神谷真子 - 東京大学大学院薬学系研究科 分子薬学専攻。生態分析化学、ケミカルバイオロジー。
「高感度蛍光プローブを用いた癌蛍光イメージング法の開発」
  - 作田絵里 - 北海道大学大学院理学研究科 化学専攻。光化学、機能性物質化学。
「ホウ素を架橋コアとした分子系の創製とその光機能性の解明」
  - 三浦陽子 - 名古屋大学大学院理学研究科 物質理学専攻。固体物理学。
「ハニカム格子系遷移金属酸化物の物性研究」
- 生命科学分野
  - 黒田有希子 - 東京大学大学院医学系研究科 脳神経医学専攻。分子生物学。
「破骨細胞分化におけるIP3受容体の役割と新規破骨細胞分化のメカニズムの解明」
  - 戸張靖子 - 千葉大学大学院自然科学研究科 多様性科学専攻。神経行動学、神経内分泌学。
「ジュウシマツの雌雄差を手がかりとした発声学習のための神経機構」

### 第3回 (2008年)
- 物質科学分野
  - 田中奈津美 - 早稲田大学大学院先進理工学研究科 化学・生命化学専攻。有機合成化学。
「抗腫瘍活性化合物(-)-FR182877の不斉全合成」
  - 南谷英美 - 大阪大学大学院工学研究科 精密科学・応用物理学専攻。物性物理学。
「"スピン"が生み出す多彩な物性」
- 生命科学分野
  - 大西なおみ - 北海道大学遺伝子病制御研究所 分子腫瘍分野。分子生物学。
「ヘリコバクター・ピロリ感染を起点とする胃発癌機構の解析」
  - 覚道奈津子 - 関西医科大学大学院医学研究科 高次機能制御系形成外科学専攻。形成外科学。
「ヒト脂肪組織由来幹細胞の分子生物学的特性解析とその臨床的意義」

### 第4回 (2009年)
- 物質科学分野
  - 海老根真琴 - 東北大学大学院理学研究科 生命構造化学分野。有機合成化学、天然物化学。
「天然由来の新規薬剤開発を目指して：海洋天然有機化合物ブレベナールの効率的化学合成」
  - 大串裕子 - 九州大学大学院工学府 物質プロセス工学専攻。生物化学工学、生体材料工学。
「再生医療の発展に貢献：乳ガン患者のクオリティーオブライフ向上を目指した乳房再建のための脂肪組織体の構築」
- 生命科学分野
  - 岩井玲奈 - 東京大学大学院医学系研究科 神経機能解明ユニット。神経科学。
「視覚発達過程の理解に貢献：左右の眼特異的な神経回路の形成における視床の分化過程解析」
  - 富田文菜 - 東京工業大学フロンティア研究センター。光物性、構造生物学。
「新薬開発への応用に期待：たんぱく質の反応過程観測―一酸化炭素結合型ミオグロビンの光解離配位子輸送過程直接観測」

### 第5回 (2010年)
- 物質科学分野
  - 富永依里子 - 京都工芸繊維大学大学院 工芸科学研究科 設計工学専攻。電気電子材料工学、半導体工学。
「周囲温度の変化に対して発光波長が変動しない光通信用半導体レーザの開発」―一般家庭において、より高速かつ大容量な光通信の実現に貢献。
  - 中村優希 - 東京大学大学院 理学系研究科 化学専攻。物理有機化学、触媒反応化学。
「炭素―フッ素結合の活性化による新規合成反応の開発とナノサイエンスへの応用」―抗がん作用を持つ新しい医薬や、高い発電機能を持った有機太陽電池の設計への応用に貢献。
- 生命科学分野
  - 野澤佳世 - 東京大学大学院 理学系研究科 生物化学専攻。構造生物学。
「22番目の新規アミノ酸ピロリジンのタンパク質組み込み機構の解明」―医療・工業に有用な新規タンパク質合成技術開発に貢献。
  - 依田真由子 - 東京大学大学院 新領域創成科学研究科 メディカルゲノム専攻。生化学。
「small RNAの作用メカニズム〜small RNA医薬品の実用化に向けて〜」―癌などの疾患に対するsmall RNAの機能を利用した新しい医薬品開発に貢献。

### 第6回 (2011年)
- 物質科学分野[1]
  - 植田桐加 - 名古屋大学大学院 理学研究科 物質理学専攻(化学系)。有機化学研究室。有機化学。
「新触媒を用いた芳香環連結反応の開発と薬理活性物質や機能性有機材料の応用」―医薬品や有機エレクトロニクス材料をより効率的につくる。
  - 竹原由佳 - お茶の水女子大学大学院 人間文化創成科学研究科 理学専攻 物理科学コース 奥村研究室。粉粒体物理、ソフトマター物理、非平衡統計力学。
「粉粒体における高速引きずり抵抗」―産業や災害対策において重要となる"粉粒体力学"の基礎理論構築に貢献。
- 生命科学分野[1]
  - 水沼未雅 - 東京大学大学院薬学系研究科 薬品作用学教室 神経薬理学
「多ニューロンカルシウム画像法を用いて脳を新たな視点から解釈する」―新薬開発、神経疾患医療の発展に貢献。
  - 森田真規子 - 広島大学大学院 理学研究科 生物科学専攻 細胞生物学研究室。細胞生物学、分子生物学、生化学。
「HeLa細胞内における微小管結合タンパク質ダイナミン2の機能解析」―新規抗がん剤の開発に貢献。

### 第7回 (2012年)
- 物質科学分野[2]
  - 客野遥 - 首都大学東京大学院 理工学研究科 物理学専攻 ナノ物性Ⅰ研究室。物性物理学。
「水のナノサイエンス―微細な空間に閉じ込められた水の構造と性質の研究」―生体内における水の役割の理解や、海水を真水にする新しい薄膜などの開発に貢献。
  - 工藤まゆみ - お茶の水女子大学大学院 人間文化創成科学研究科 理学専攻 化学・生物化学領域 棚谷研究室。構造有機化学
「人工分子によるらせん構造の構築と化学的性質の解明」―DNAやタンパク質にみられるらせん構造を模倣した人工のらせん分子の創製に貢献。
- 生命科学分野[2]
  - 髙田朱弥 - 東京大学大学院医学系研究科 消化器内科学 消化器疾患の分子生物学
「マイクロRNAの機能に関わる因子に異常が起きると、癌になりやすくなる」―肝臓癌の発癌原因を解明し、癌予防法の開発や新規治療に道を開くことに貢献。
  - 中泉敦子 - 大阪医科大学大学院医学研究科 眼科学教室 網膜虚血性疾患
「網膜虚血性疾患と網膜毛細血管傷害」―糖尿病網膜症を始めとする網膜虚血性疾患の病態解明に貢献。

### 第8回 (2013年)
- 物質科学分野[3]
  - 小原睦代 - 名古屋工業大学大学院工学研究科 未来材料創成工学専攻 ナノ・ライフ変換科学分野 中村研究室 博士後期課程2年
「酵素を凌駕する触媒創製―新触媒を用いて医薬品分子の右左を作り分ける」
  - 高山あかり - 東北大学大学院理学研究科物理学専攻 光電子固体物性研究室 博士研究員
「世界最高分解能測定から見えた電子スピンの不思議な振る舞い」
- 生命科学分野[3]
  - 野殿英恵 - 慶応義塾大学 発生・生殖生物学研究所 松本研究室 博士後期課程3年
「プラナリアの生殖様式転換と寿命に関する研究」
  - 松嶋藻乃 - 北海道大学 医学研究科 医学部医学科神経生理学分野 特任助教
「前頭連合野による注意の制御」

### 第9回 (2014年)
- 物質科学分野[4]
  - 中住友香 - 産業技術総合研究所 環境化学技術研究部門
「金属電極間を架橋した単分子の物性計測と光化学反応」
  - 八木亜樹子 - 名古屋大学大学院 理学研究科 物質理学専攻(化学系) 伊丹研究室
「ナノカーボンを『分子』として合成・評価する」
- 生命科学分野[4]
  - 垣本由布 - 東海大学医学部 基盤診療学系 法医学
「ホルマリン固定組織のタンパク質分析による急性心筋梗塞早期診断マーカーの発見」
  - 田淵紗和子 - 総合研究大学院大学 生命科学研究科 生理科学専攻 細胞生理研究部門
「任意のタイミングでオレキシン神経を脱落させられる新たな遺伝子改変マウスを用いたナルコレプシー治療法の開発」
- 特別賞
  - 進藤奈邦子 - WHOジュネーブ本部 BRaVeイニシアチブ事務局メディカルオフィサー
日本人女性として初めて医師かつ外交官特権を持つ要職である難関のメディカルオフィサーに就き、感染症の流行防止策、国際援助や制圧活動などの司令塔として国際機関でリーダーシップを発揮し現場の最前線で活躍した功績。

### 第10回 (2015年)
- 物質科学分野[5]
  - 山本久美子 - 東京大学大学院薬学系研究科 薬科学専攻 金井求研究室
「次世代ポリオール合成法の開発 ― 触媒的多連続不斉アルドール反応」
  - 吉村瑶子 - 京都大学大学院理学研究科 化学専攻 ナノスピントロニクス研究室
「デバイス応用を目指した磁壁の移動に関する研究」
- 生命科学分野[5]
  - 林真妃 - 名古屋大学大学院理学研究科 生命理学専攻 植物生理学研究室
「青色光による気孔開口の分子メカニズムの研究」
  - 向井理紗 - 徳島文理大学 香川薬学部
「白血病ウイルスは如何にして人体の恒常性を撹乱させているのか -  HTLV-1 由来産物 HBZタンパク質による宿主因子機能破綻機構の解析」
- 特別賞[5]
  - 知花くらら - 国連WFP日本大使
日本初の国連WFP日本大使として、国連WFPの学校給食プログラムの啓発活動を8年以上にわたり精力的に行う。飢餓問題や国連WFPの活動に関する情報発信の功績。

### 第11回 (2016年)
- 物質科学分野[6]
  - 北村未歩 - 高エネルギー加速器研究機構 物質構造科学研究所
「異なる酸化物の界面で発現する特異な強磁性の起源を放射光を用いて解明する」
  - 田仲玲奈 - 大阪大学大学院理学研究科 高分子科学専攻 高分子物理化学研究室
「物質の流動と変形を評価するレオロジー測定を用いた、セルロースナノファイバーのアスペクト比（長さ/幅）の簡易評価法の確立」
- 生命科学分野[6]
  - 丹治裕美 - 東京大学大学院薬学系研究科 蛋白構造生物学教室
「青色光による気孔開口の分子メカニズムの研究」
- 特別賞[6]
  - スプツニ子! - アーティスト/マサチューセッツ工科大学メディアラボ助教
数学・情報工学を活かした理系のバックグラウンドとアーティストならではの斬新な発想を融合した作品を、ソーシャルメディアなどを通じて広く国内外に訴求し世界的に注目されており、気鋭の新世代リーダーとしてその功績を高く評価

### 第12回 (2017年)
- 物質科学分野[7]
  - 秋山みどり - 東京大学大学院工学系研究科 化学生命工学専攻 フッ素および有機化学融合材料・生命科学講座 特任助教
「らせん型金属二核錯体の合成と発光特性」
  - 小川由希子 - 物質・材料研究機構 構造材料研究拠点
「構造変化を利用した新しい高機能マグネシウム合金の開発」
- 生命科学分野[7]
  - 別所奏子 - 名古屋大学 生物機能開発利用研究センター 博士研究員
「栽培イネが芒を失った理由の解明と、育種における芒（のぎ）の有効活用」
  - 渡邉美佳 - 北海道大学大学院医学院 皮膚科学教室 皮膚科医
「17型コラーゲンが皮膚維持に果たす役割の解明」
- 特別賞[7]
  - 近藤那央 - ロボットいきもの工房TRYBOTS代表
「人間の社会に溶け込む未来型ロボット」を創出する次世代のロボットクリエイターとして、難易度の高い水中ロボットに挑戦し、子供向けのエンターテインメントや水中探査への応用が期待されるなど、その将来性や幅広い活動を高く評価

### 第13回 (2018年)
- 物質科学分野[8]
  - 茂垣里奈 - 東京大学大学院工学系研究科 化学生命工学専攻 相田研究室 日本学術振興会特別研究員 DC1
「生体分子の働きを光で制御する“接着性”分子ツールの開発」
  - 黒田千愛 - 早稲田大学先進理工学研究科 電気・情報生命専攻 大木研究室 日本学術振興会特別研究員 DC1
「誘電体材料を応用した光センシング技術を開発」
- 生命科学分野[8]
  - 森本千恵 - 京都大学大学院医学研究科 法医学講座 日本学術振興会特別研究員　DC2
「またいとこ」までわかる血縁鑑定法の開発
  - 野元美佳 - 名古屋大学 遺伝子実験施設 助教
「試験管内で人工的にタンパク質を合成するシステムの開発と本法を用いた植物免疫応答の解析」
- 特別賞[8]
  - 駒崎弘樹 - 認定NPO法人フローレンス代表理事

### 第14回 (2019年)
- 物質科学分野[9]
  - 藤森詩織 - 京都大学大学院理学研究科 化学専攻 有機元素化学分科 時任宣博研究室（化学研究所） 日本学術振興会特別研究員 DC1
「世界で初めてベンゼンのアニオンの炭素を重い元素に置き換えた「重いフェニルアニオン」の合成と性質を解明」
  - 渡部花奈子 - 東北大学大学院工学研究科 化学工学専攻 長尾大輔研究室 日本学術振興会特別研究員 DC1
「世界で初めて外部刺激により構造が自在に変化する新しい微粒子材料を開発」
- 生命科学分野[9]
  - 岡田萌子 - 神戸大学大学院農学研究科 生命機能科学専攻 植物遺伝学研究室
「野生コムギとマカロニコムギの雑種が育たない原因遺伝子の特定と機能を解明」
  - 岡畑美咲 - 甲南大学自然科学研究科 生体調節学 久原篤研究室 日本学術振興会特別研究員DC1
「環境の酸素情報が温度受容ニューロンの神経活動を制御するメカニズムを解明」

### 第15回 (2020年)
- 物質科学分野[10]
  - 小野寺桃子 - 東京大学大学院工学系研究科 マテリアル工学専攻  町田友樹研究室 工学系研究科特別RA(SEUT-RA)
「グラフェンを用いたテラヘルツ発光・光検出素子の実現と素子品質の向上に貢献」
  - 藤代有絵子 - 東京大学大学院工学系研究科 物理工学専攻 十倉好紀研究室 日本学術振興会特別研究員 DC1
「電子スピン構造のトポロジー制御により、次世代の省エネルギー型磁気メモリデバイスの基盤構築に貢献」
- 生命科学分野[10]
  - 坂上沙央里 - 大阪大学大学院医学系研究科 遺伝統計学 岡田随象研究室      助教
「大規模ヒトゲノム解析により、日本人集団のゲノムの多様性を明らかにし、またヒトの健康寿命・病気リスクに関連するバイオマーカーの特定に貢献」
  - 高垣菜式 - 甲南大学自然科学研究科 生体調節学 久原篤研究室 日本学術振興会特別研究員DC2
「温度を感じる新たな受容体を発見し、生物の温度感知メカニズムの解明に貢献」

### 第16回 (2021年)
- 物質科学分野
  - 大小田結貴 - 東京大学大学院理学系研究科 物理学専攻  山本智研究室 日本学術振興会特別研究員 DC2
「誕生して間もない星と惑星系が同時期に誕生したことを明らかにするなど、 太陽系起源の理解に貢献」
  - 門脇万里子 - 東北大学大学院工学系研究科知能デバイス材料学専攻武藤泉研究室 日本学術振興会特別研究員 DC1
「炭素鋼の金属組織と耐食性との関係性を解明し、高耐食化に貢献」
- 生命科学分野
  - 大久保祐里 - 名古屋大学大学院理学系研究科  生命理学専攻  松林嘉克研究室 日本学術振興会特別研究員 DC1
「植物が土壌中から窒素栄養を効率よく吸収するしくみを解明し、より少ない肥料で栽培できる植物の作出に貢献」
  - 永田理奈 - 京都大学大学院生命科学研究科 高次生命科学専攻 井垣達吏研究室 日本学術振興会特別研究員 DC2
「生体内で正常細胞が不良細胞を除去する仕組みを解明し、がん制御やアンチエイジング医学へ貢献」